# آرامگاه امامزاده یحیی بن زید
بقعهٔ امامزاده یحیی بن زید مربوط به دوره قاجار و دورهٔ معاصر است و در شهرستان ششتمد، روستای عزیزآباد واقع شده و این اثر در تاریخ ۱۰ خرداد ۱۳۸۲ با شمارهٔ ثبت ۸۷۲۹ به‌ عنوان یکی از آثار ملی ایران به ثبت رسیده است.

## معماری بنا
مجموعه بناى امامزاده  از حرم ایوانى بزرگ با دو منار بلند به ارتفاع ۲۹ متر، یک حجره در جنوب ایوان و یک حجره در شمال حرم تشکیل شده است.